# Lacryma christi

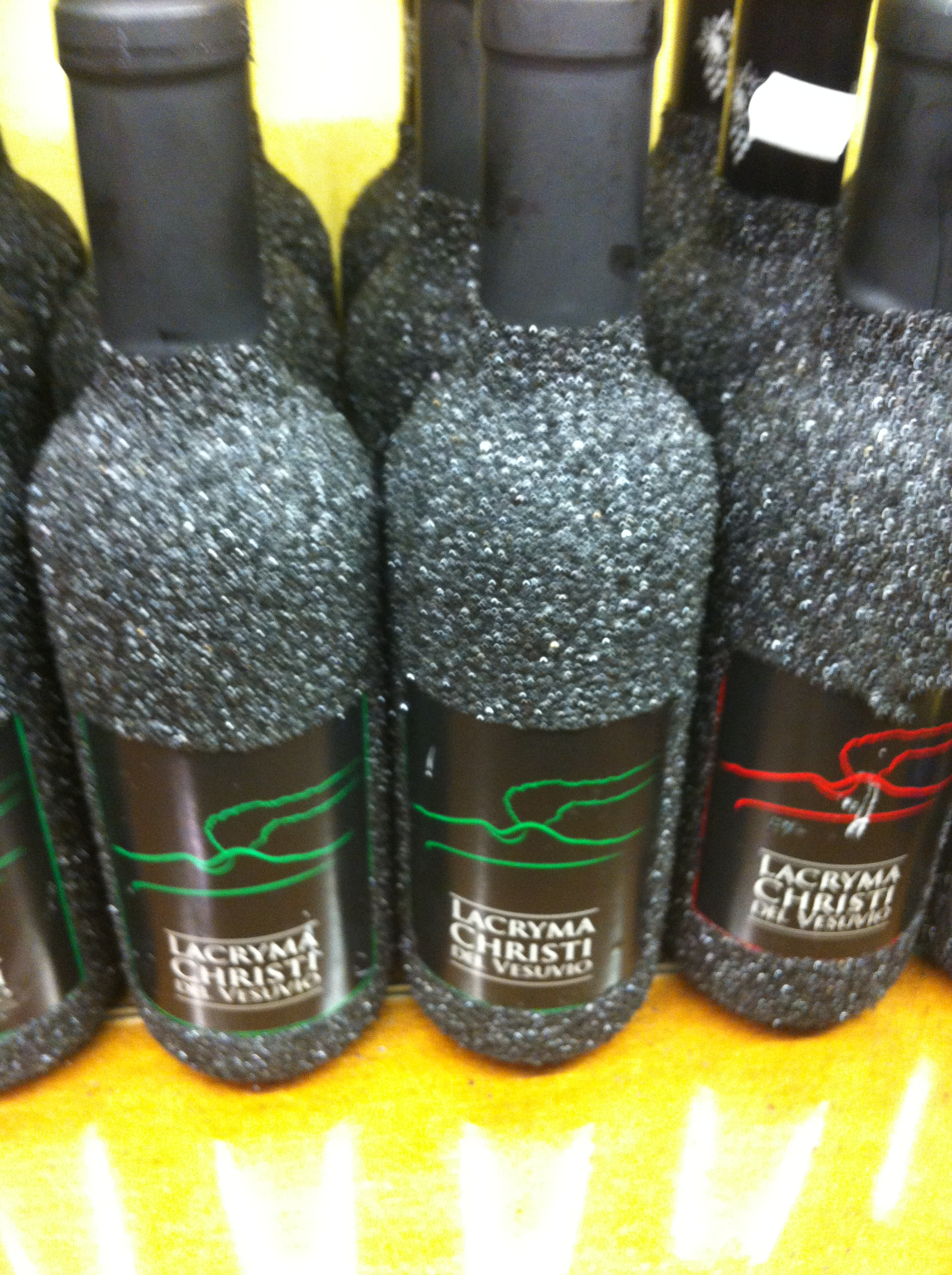
Lacryma Christi

Lacryma Christi (ook Lachryma Christi, letterlijk "traan van Christus") is de naam van een Napolitaanse wijn gemaakt van druiven die groeien op de hellingen van de vulkaan Vesuvius in de streek Campanië, in Italië. 

## Oorsprong van de naam
De naam voor de wijnsoort komt uit een oude mythe, waarin Christus huilt om de val van Lucifer uit de hemel. De tranen die terechtkwamen op het land schonken goddelijke inspiratie aan de wijnranken. In werkelijkheid zijn de hellingen van de Vesuvius veelvuldig overspoeld met lava, wat de grond zeer vruchtbaar heeft gemaakt. 

## Lacryma Christi in de kunst
Lacryma Christi is een oude wijn en werd al genoemd in vroege literatuur. Zo werd de wijn genoemd door Alexandre Dumas in zijn De graaf van Monte-Cristo. Meer recent noemde Harry Mulisch de wijn in zijn novelle De pupil uit 1987. Een van de hoofdstukken uit de roman In Babylon (1997) van Marcel Möring draagt de naam van deze wijn.
Mogelijk doelde Cornelis de Bruijn ook op deze wijn toen hij op 29 april 1677 Napels bezocht en hierover schreef:
"Den 29sten kwam ik te Napels, welke stad men moet bekennen (volgens het spreekwoord der Italiaanen) de tuin van Romen te zyn, hebbende aan d’eene zyde de volle zee en aan d’andere de schoonste en vruchtbaarste landouwe die men met oogen mag zien. ‘t Geene d’oorzaak is dat hier overvloed van alles word gevonden, en insonderheid van zeer lekkere wynen, waaronder uitmunt de Lagrima di Napoli, niet te onrecht zo geheten dewyl het overdadig gebruik, veroorsaakt door de bekoorlykste smaak daar de tong en ’t gehemelt mee gekitteld konnen worden, veelen de traanen uit d’oogen doet vloeyen."